# Nicholas Brendon
Nicholas Brendon, nome completo Nicholas Brendon Schultz (Los Angeles, 12 aprile 1971), è un attore statunitense, conosciuto principalmente per il ruolo di Xander Harris nella serie televisiva Buffy l'ammazzavampiri.

## Biografia
Da giovane avrebbe desiderato diventare un giocatore professionista di baseball, ma una ferita a un braccio l'obbligò a cambiare obiettivo. A vent'anni decise di diventare attore per superare i suoi problemi di balbuzie, ma rinunciò dopo due anni perché, disse, «non sopportavo i giochi politici di Hollywood». Decise invece di tornare a scuola a studiare medicina, ma neanche questo funzionò. Tentò altri lavori, incluso assistente idraulico, addetto alle pulizie, consulente familiare, cameriere e assistente alla produzione per il programma televisivo Dave's World. Tentò nuovamente la carriera di attore dopo essere stato licenziato da uno di questi lavori. Dopo due mesi di audizioni ottenne il ruolo di Xander in Buffy.
Il ruolo era inizialmente quello di distrazione comica e coraggioso secondo della protagonista femminile, ma dopo le prime stagioni le battute meno da commedia assegnate al suo personaggio lo fecero diventare leggermente più serio.
Brendon fu la prima persona a fungere da presidente onorario, per tre anni consecutivi (2000-2003), della "Settimana di consapevolezza della balbuzie", organizzata dalla Stuttering Foundation of America.
Il 25 aprile 2004 a Cleveland, durante una fan convention di Buffy annunciò che avrebbe volontariamente iniziato una terapia di riabilitazione dall'alcolismo.
Nel 2005 è entrato nel cast della sitcom Kitchen Confidential della Fox, basata sul libro dello chef Anthony Bourdain. Dopo tredici episodi la serie venne interrotta il 9 dicembre 2005, dopo gli scarsi risultati del Nielsen Ratings del quarto episodio.
Brendon ha un fratello identico, Kelly Donovan Schultz, più vecchio di tre minuti, che lo ha occasionalmente sostituito in Buffy e ha interpretato la parte del doppio di Xander nell'episodio Due gocce d'acqua.
Nel 2007 ha doppiato Huntsboy #89, nella seconda stagione della serie animata American Dragon.
È stato protagonista della commedia Lobster Alice con Noah Wyle a Los Angeles dal 26 luglio al 30 agosto 2006.
È comparso anche nel film televisivo ABC Family Gara di famiglia, insieme a Charisma Carpenter, compagna di riprese in Buffy.
Fa anche parte della serie tv Criminal Minds, con il ruolo di analista informatico e fidanzato dell'esperta informatica della squadra Penelope Garcia.

### Vita privata
Nel 2006 ha annunciato il divorzio dall'attrice Tressa di Figlia.
Il 17 ottobre 2014 nell'hotel di Boise (Idaho), dove alloggiava, è stato arrestato per resistenza a pubblico ufficiale. Secondo le ricostruzioni dei testimoni Brendon, visibilmente ubriaco, sarebbe rimasto coinvolto in una rissa reagendo poi agli agenti intervenuti sul posto per calmarlo e condannato nel 2010 a tre anni di libertà vigilata per aggressione. I turbolenti episodi di violenza dovuti all'alcolismo, lo hanno portato, nel luglio del 2015, al ricovero per disintossicazione presso una clinica privata, come confermato dallo stesso Brendon.

## Filmografia

### Cinema
- Grano rosso sangue III: Urban Harvest (Children of the Corn III), regia di James D.R. Hickox (1995)
- Psyco Beach Party, regia di Robert Lee King (2000)
- Piñata - L'isola del terrore (Demon Island), regia di David Hillenbrand e Scott Hillenbrand (2002)
- Unholy, regia di Daryl Goldberg (2007)
- Blood on the Highway, regia di Barak Epstein e Blair Rowan (2008)
- Una sorpresa dal passato (A Golden Christmas), regia di John Murlowski (2009)
- The Portal, regia di Serge Rodnunsky (2010)
- The Quincy Rose Show, regia di Justin Carroll (2011)
- Hard Love, regia di Clare Kramer (2011)
- Big Gay Love, regia di Ringo Le (2013)
- Coherence - Oltre lo spazio tempo (Coherence), regia di James Ward Byrkit (2013)
- The Morningside Monster, regia di Chris Ethridge (2014)
- Indigo, regia di John Hawthorne Smith (2014)

### Televisione
- Sposati... con figli (Married with Children) – serie TV, episodio 8x02 (1993) - non accreditato
- Dave's World – serie TV, episodio 3x05 (1995)
- Buffy l'ammazzavampiri (Buffy, the Vampire Slayer) – serie TV, 143 episodi (1997-2003)
- The Pool at Maddy Breaker's – episodio pilota scartato (2003)
- Celeste in città (Celeste in the City), regia di Larry Shaw – film TV (2004)
- Kitchen Confidential – serie TV, 13 episodi (2005-2006)
- Gara di famiglia (Relative Chaos), regia di Steven Robman – film TV (2006)
- Fire Serpent, regia di John Terlesky – film TV (2007)
- Criminal Minds – serie TV, 21 episodi (2007-2014)
- Turbo Dates – serie web, episodio 1x04 (2008)
- Senza traccia (Without a Trace) – serie TV, episodio 7x24 (2009)
- My Neighbor's Secret, regia di Leslie Hope – film TV (2009)
- Robot, Ninja & Gay Guy – serie web, episodio 1x11 (2010)
- Private Practice – serie TV, 4 episodi (2010-2011)
- Hollywood Heights - Vita da popstar – serie TV, episodi 1x72-1x73-1x75 (2012)
- Faking It - Più che amiche (Faking It) – serie TV, episodi 2x10-2x13 (2014-2015)

### Doppiatore
- Buffy the Vampire Slayer - videogioco (2002)
- Buffy the Vampire Slayer: The Animated Series - cortometraggio d'animazione (2004)
- American Dragon: Jake Long – serie TV, 6 episodi (2006-2007)

## Doppiatori italiani
Nelle versioni in italiano dei suoi film, Nicholas Brendon è stato doppiato da:
- Riccardo Niseem Onorato in Buffy l'ammazzavampiri (st 1-5), Kitchen Confidential, Celeste in città, Gara di famiglia
- Christian Iansante in Buffy l'ammazzavampiri (st 6-7), Una sorpresa dal passato
- Tony Sansone in Pinata: L'isola del terrore
- Luigi Ferraro in Criminal Minds
- Enrico Di Troia in Senza Traccia
- Giorgio Borghetti in Private Practice

Da doppiatore è sostituito da:
- Riccardo Niseem Onorato in American Dragon: Jake Long